# Can Gardela
Can Gardela és una obra del municipi d'Anglès inclosa en l'Inventari del Patrimoni Arquitectònic de Catalunya.

## Descripció
Casa de quatre plantes entre mitgeres i coberta amb una terrassa plana. La planta baixa té dues obertures, una finestra petita emmarcada de pedra i amb reixa de ferro i la porta principal, feta de grans blocs i llinda monolítica amb una inscripció commemorativa. La façana està coberta, en la seva part inferior, per un sòcol d'arrebossat gruixut d'un metre i de color gris. El primer pis té dues finestres emmarcades de pedra formades per grans blocs, dintells monolítics i ampits treballats i emergents. El segon pis té també dues finestres, però aquestes són fetes una amb pedres de maçoneria i l'altra amb pedres grans i poc desbastades. Aquest pis i el superior semblen de nova factura i edificats durant la segona meitat del segle xx. El tercer pis, l'única part de la façana que conté un arrebossat, pintat de blanc, l'ocupa la terrassa. Té un voladís inferior de rajols i parts de balcó fets amb tubs de ferro entre pilars.

## Història
Ca la Gardela està situada al carrer del raval, obert durant el segle xvii, una de les sortides tradicionals del Castell d'Anglès. Aquest habitatge és una casa antiga i reformada a finals del segle xviii que se situava fora del recinte murat original de la vila. La llinda de la porta principal conté la inscripció següent:
ANY 17 + 93 ROMÀ
ROSELL ME FECIT MAR 9